# Morgan Barbançon
Morgan Barbançon Mestre (née le 12 août 1992 à Paris, France) est une cavalière de dressage olympique franco-espagnole. Représentant l'Espagne, elle a participé aux Jeux olympiques d'été de 2012 à Londres où elle a terminé 7e en compétition par équipe et 23e en compétition individuelle.
Barbançon a participé aux jeux équestres mondiaux de 2014 de 2014 en Normandie, en France, où elle a terminé 5e en dressage par équipe, 15e en dressage spécial et 15e en compétition de dressage libre. Elle a également participé à la finale de la Coupe du monde FEI 2014-2015 à Las Vegas, au Nevada, où elle a terminé 8e.
Elle concourt pour la France depuis mai 2018, et est devenue cheffe de file de l'équipe française de dressage en 2022.

## Biographie
Morgan commence à monter à l'âge de trois ans en Suisse, et débute le dressage à l'âge de 10 ans. Morgan a concouru avec succès dans la division des jeunes et a participé à plusieurs championnats d'Europe pour poneys et juniors. En 2012, elle a participé à l'âge de 20 ans aux Jeux olympiques de Londres sous la supervision de la triple médaillée d'or olympique Anky van Grunsven. Après avoir vécu huit ans aux Pays-Bas, elle est revenue en Suisse en 2018. Au cours des dernières années, elle a concouru avec plusieurs chevaux au niveau Grand Prix, dont Painted Black, Sir Donnerhall II, Girasol, Bolero, Vitana V, Heimliche Liebe, Don Lorean et Black Pearl.
Elle concourt pour la France depuis mai 2018. Elle est se qualifie pour la finale de la Coupe du monde de dressage 2022, et devient cheffe de file de l'équipe de France de dressage aux championnats du monde de 2022.

### Contentieux
Le 29 avril 2024, la commission des sanctions de l’AFLD présidée par le conseiller d'État Rémi Keller, suspend trois mois Morgan Barbançon-Mestre après avoir enregistré trois manquements à ses obligations de localisation entre avril 2022 et avril 2023. Pour sa défense, la cavalière évoque des dysfonctionnements techniques du logiciel Adams (Anti-Doping Administration & Management System) qui permet aux athlètes de rentrer leurs données de localisation et d’être l’objet de contrôles inopinés. Par conséquent, cette suspension ne lui permet pas de concourir à la qualification pour les Jeux Olympiques d'été de Paris. La cavalière a fait appel devant le tribunal arbitral du sport pour contester sa suspension, en estimant que ces manquements ne pouvaient lui être imputables et dépose une requête d’effet suspensif afin de participer aux JO de Paris. L’AFLD, déclare qu'il existe des moyens de contourner un éventuel dysfonctionnement du logiciel, avec notamment l’existence d’une « boîte mail et d’un numéro de téléphone dédiés », pour entrer en contact avec « le département des contrôles » et demande une sanction allongée. Début juin, le TAS confirme sa peine à 18 mois de suspension. L'avocat de la défense dénonce une « une sanction disproportionnée » de l'AFLD liés à des simples erreurs techniques ou administratives qui ne dissimulent en aucun cas une volonté de dopage. De même, l'entraîneur Jean Morel, déplore que toute une équipe mais aussi des propriétaires et des investisseurs sont sanctionnés pour des fautes bénignes.  

## Vie privée
Morgan Barbancon est née à Paris, d'un père français et d'une mère espagnole. Sa sœur cadette Alexandra Barbançon concourt également en dressage international. Elle parle couramment le français, l'anglais, l'espagnol, le catalan, le néerlandais et l'allemand.

## Résultats de dressage

### Jeux olympiques
| Événement    | Équipe | Individuel | Freestyle | Cheval            |
| ------------ | ------ | ---------- | --------- | ----------------- |
| Londres 2012 | 7ème   | 23e        | —         | Painted black     |
| Tokyo 2020   | 9ème   | 24e        | —         | Sir Donnerhall II |

| Événement | Équipe | Individuel | Freestyle | Cheval        |
| --------- | ------ | ---------- | --------- | ------------- |
| Caen 2014 | 5ème   | 15e        | 15e       | Painted Black |

### Championnats d'Europe
| Événement            | Équipe | Individuel | Freestyle | Cheval            |
| -------------------- | ------ | ---------- | --------- | ----------------- |
| 2015 Aix-la-Chapelle | 4ème   | 14e        | 12e       | Painted Black     |
| Rotterdam 2019       | 10e    | 27         | -         | Sir Donnerhall II |

### Coupe du monde

#### Finale
| Événement      | Score     | Rang | Cheval            |
| -------------- | --------- | ---- | ----------------- |
| 2015 Las Vegas | 76,161%   | 8ème | Painted Black     |
| Paris 2018     | 76,4208 % | 10e  | Sir Donnerhall II |
| 2019 Göteborg  | 74,511%   | 14e  | Sir Donnerhall II |

### Championnat d'Europe de Dressage Jeunes

#### Finale
| Événement        | Score    | Rang | Cheval     |
| ---------------- | -------- | ---- | ---------- |
| 2007 Freudenberg | 67,350 % | 12e  | Discus 7   |
| 2009 Kronberg    | -        | 52e  | Ahorh      |
| 2011 Kronberg    | -        | 7e   | Dankeschön |